# Тетрасвинецкалий
Тетрасвинецкалий — бинарное неорганическое соединение
свинца и калия
с формулой KPb4,
кристаллы.

## Получение
- Сплавление стехиометрических количеств чистых веществ:

{\displaystyle {\mathsf {4Pb+K\ {\xrightarrow {292^{o}C}}\ KPb_{4}}}}

## Физические свойства
Тетрасвинецкалий образует кристаллы
кубической сингонии, параметры ячейки a = 1,231 нм, Z = 8,
структура типа вольфрама W
.
Соединение конгруэнтно плавится при температуре 292°C  (297°C ).